# Vigala-Vanamõisa
Vigala-Vanamõisa är en by (estniska: küla) i Märjamaa kommun i landskapet Raplamaa i västra Estland. Byn ligger vid ån Velise jõgi.
I kyrkligt hänseende hör byn till Vigala församling inom den Estniska evangelisk-lutherska kyrkan.
Före kommunreformen 2017 hette byn Vanamõisa och hörde till dåvarande Vigala kommun. Efter reformen bytte byn namn då det i Estland inte får finnas två byar med samma namn inom en och samma kommun.